# Кызылырмак
Кызы́лырма́к (Кызы́л-Ирма́к, тур. Kızılırmak, букв. «красная река»; античное название — Галис, др.-греч. Ἅλυς) — самая длинная река Малой Азии, на севере Турции.

## География
Берёт начало в горах Кызылдаг, пересекает Анатолийское плоскогорье и Понтийские горы по ряду сквозных ущелий и впадает в Чёрное море, образуя дельту. Вдоль реки расположены города Сивас, Бафра.
Длина 1151 км, площадь бассейна 77130 км². Питание снего-дождевое. В среднем течении местами пересыхает. Наблюдаются весеннее половодье, летняя межень, осенние паводки от дождей. Более высокие уровни в феврале—апреле. Используется для орошения и как источник энергии для многочисленных водяных мельниц. В среднем течении гидроузел Хырфанлар: ГЭС мощностью свыше 100 МВт, плотина высотой более 80 м, водохранилище длиной около 80 км. Главные притоки — правый Делиджеырмак, левые Гёкырмак и Деврез, Терме (впадает близ города Кызылырмак).

## История
В середине III тысячелетия до н. э. — II тысячелетии до н. э. в долине реки Кызыл-Ирмак находилась древняя страна Пала.
Хетты называли эту реку Марассантия. Она служила южной и западной границей страны Хатти, ядра Хеттской державы, а ранее границей распространения хаттского языка.
После битвы на Галисе по реке проходил рубеж между Мидией и Лидией, как об этом повествует Геродот:

Границей же мидийского и лидийского царств была река Галис, текущая с Арменского горного хребта через Киликию; затем она протекает справа по области матиенов, а с левой стороны — по земле фригийцев. Минуя Фригию, река поворачивает на север и затем образует границу между сирийскими каппадокийцами на правом берегу и пафлагонцами — на левом. Таким образом, река Галис рассекает почти всю нижнюю часть Азии от моря, лежащего против Кипра, до Евксинского Понта. Это самое узкое место всей страны, и хороший пешеход пройдет этот путь за 5 дней.
С этой рекой связано знаменитое изречение дельфийской пифии:
Крёз, перейдя через Галис, разрушит великое царство.
В классическое время Галис служил восточной границей Малой Азии.

## Галерея

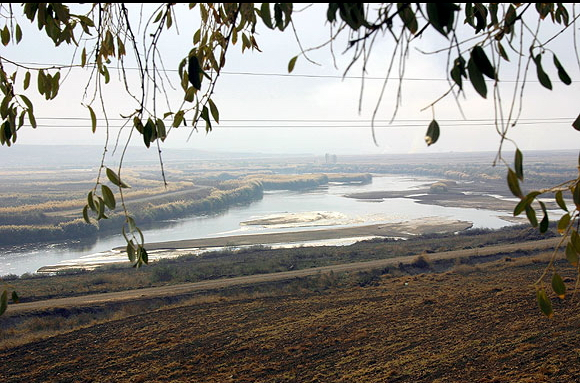
Вид на реку Кызылырмак
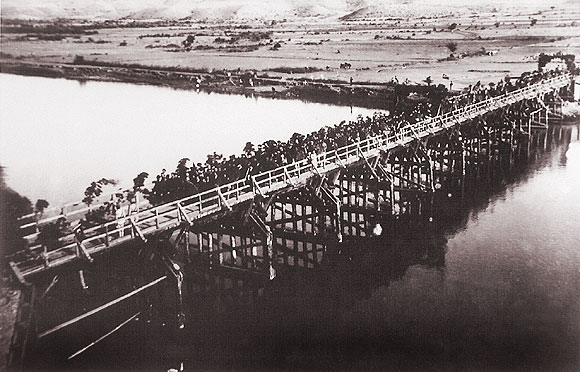
Деревянный мост, 1930
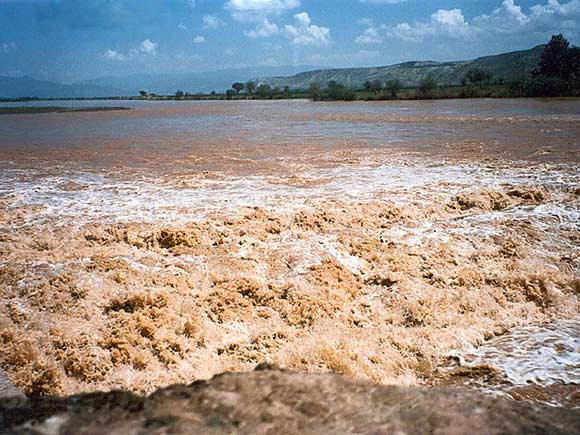